# Attentats du 8 janvier 2017 à Bagdad
Pour les articles homonymes, voir Attentat de Bagdad.
Les attentats de Bagdad du 8 janvier 2017 désignent deux attentats-suicides qui ont lieu dans des marchés à Bagdad durant la seconde guerre civile irakienne. Dans chaque cas, c'est une voiture piégée conduite par un kamikaze qui explose sur des marchés dans des quartiers chiites de la capitale irakienne.

## Contexte
L'Irak est régulièrement victime d'attaques terroristes depuis 2003 et l'invasion américaine. Depuis 2014, la principale menace est l'État islamique, organisation islamiste héritière d'Al-Qaida en Irak, qui a proclamé un califat sur des parties des territoires irakien et syrien.
Les deux attentats surviennent six jours après une autre vague d'attentats à Bagdad revendiqués par l'État islamique, alors que les forces irakiennes livrent bataille pour reprendre la ville de Mossoul aux djihadistes.

## Déroulement
La première attaque vise le marché de Jamila, dans le quartier majoritairement chiite de Sadr City, déjà pris pour cible le 2 janvier. Au volant d'une voiture piégée, un terroriste approche de l'entrée du marché. Un soldat en poste, alerté, ouvre le feu sur le véhicule mais ce dernier parvient à s'approcher suffisamment pour que son conducteur déclenche l'explosion. Ce premier attentat fait 13 morts et 39 blessés tandis que le soldat en poste est gravement blessé. 
Une charge explosive que le kamikaze portait sur lui reste intacte dans l'immédiat et ne se déclenche que lorsque son corps est transporté à la morgue au moment où un employé le fouille pour y trouver ses papiers d'identité. Cette nouvelle explosion ne fait pas de nouvelle victime mais souffle la porte de la morgue.
La deuxième attaque, qui fait 7 morts et 16 blessés, a lieu dans un marché du quartier Baladiyat lorsqu'un terroriste se fait exploser. 

## Revendication
Le premier attentat est revendiqué le jour même par l'État Islamique via Amaq, son agence de propagande. Le conducteur de la voiture est annoncé comme étant irakien.
Le deuxième attentat n'est pas revendiqué.